# مصطفى معين عياش
مصطفى معين محمود عياش، المعروف باسم مصطفى معين عياش أو مصطفى عياش، صحافي فلسطيني. وهو مؤسس ومدير القناة الإخبارية الفلسطينية غزة الآن.

## النشأة وتعليمه
ولد مصطفى معين محمود عياش في مخيم النصيرات وسط قطاع غزة في 18 سبتمبر 1992 لعائلة فلسطينية مسلمة. درس الإذاعة والتلفزيون وإدارة الأعمال والدراسات والأبحاث الفلسطينية. وأكمل دراساته العليا في الكلية الجامعية للعلوم التطبيقية التابعة للجامعة الإسلامية بغزة. ثم انتقل لإكمال دراسته الجامعية في جامعة عمان الأهلية في الأردن، كما انتقل لإكمال دراسته في جامعة كارابوك في أنقرة بتركيا.

## الحرب الفلسطينية الإسرائيلية
ولعبت وكالة أنباء «غزة الآن»، التي أنشأها مصطفى عياش في 2005، دوراً حيوياً في نشر الأخبار حول الحرب الفلسطينية الإسرائيلية. وقد قُتلت عائلته في غارة جوية إسرائيلية على مخيم النصيرات للاجئين وسط قطاع غزة، بعد أن استهدفت الطائرات الإسرائيلية منزله في 22 نوفمبر 2023. حيث قُتل والده وأمه وأزواجه وأولاده وأخواتهم وأزواجهم وأطفالهم، إلى جانب نازحين آخرين كانوا في منزل عائلته. كما قُتل أثناء الهجوم شقيقه محمد عياش، المصور الصحفي لصحيفة «غزة الآن». ونعى المراقب الدائم لفلسطين لدى الأمم المتحدة صلاح عبد الشافي ورئيس المكتب السياسي لحركة حماس إسماعيل هنية وفاة عائلته. استخدمت الأمم المتحدة بالخطأ اسم مصطفى عياش بدلاً من محمد عياش في تقريرها عن مقتل الصحافيين في الحرب الفلسطينية الإسرائيلية. لم يُنشر مقتل مصطفى عياش في أي مكان سوى تقرير الأمم المتحدة. واستغلت وسائل الإعلام الإسرائيلية هذا التقرير للتشكيك في «غزة الآن» بعد إعلان العقوبات الأمريكية. وحاول عياش تقديم شكوى ضد إسرائيل بعد مقتل عائلته لكن السلطات رفضت تلقي شكوى ضد إسرائيل.

## اعتقاله وعقابه
أعلنت وزارة الخزانة الأمريكية عن فرض عقوبة على مصطفى عياش في 27 مارس 2024. كما أعلنت بريطانيا فرض عقوبات عليه بزعم تقديم خدمات مالية لحركة حماس.
واعتقلت الشرطة النمساوية مصطفى عياش في 18 أبريل 2024 عقب العقوبات الأمريكية والبريطانية. كما وَلَجَت الشرطة النمساوية إلى حسابه على واتساب الذي يتابعه 300 ألف مستخدم، وأغلقته، بالإضافة إلى إغلاق صفحات القناة وحساباتها على فيسبوك، والتي كان يتابعها 8 ملايين مستخدم.